# Solmikroskop

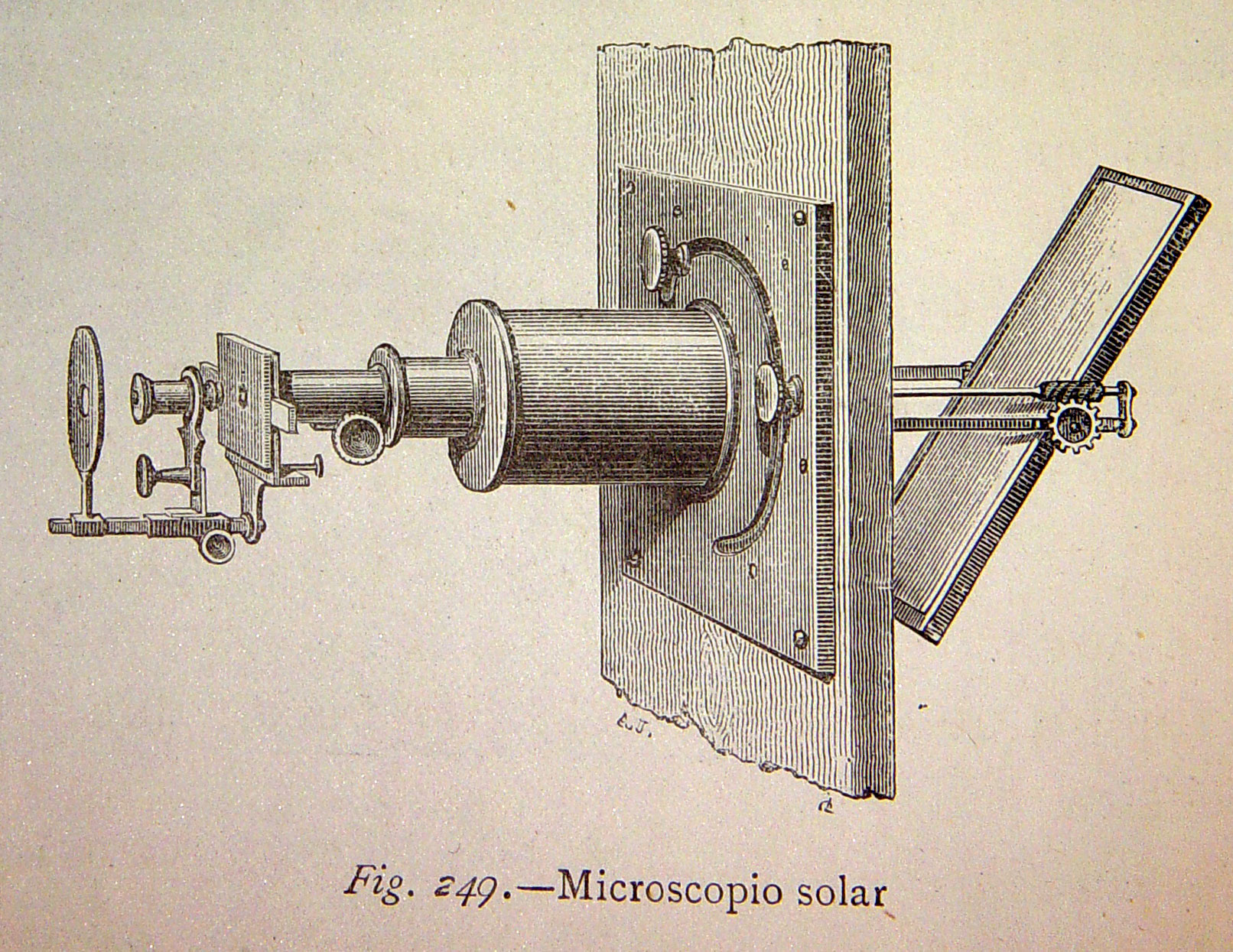
Skiss av solmikroskop

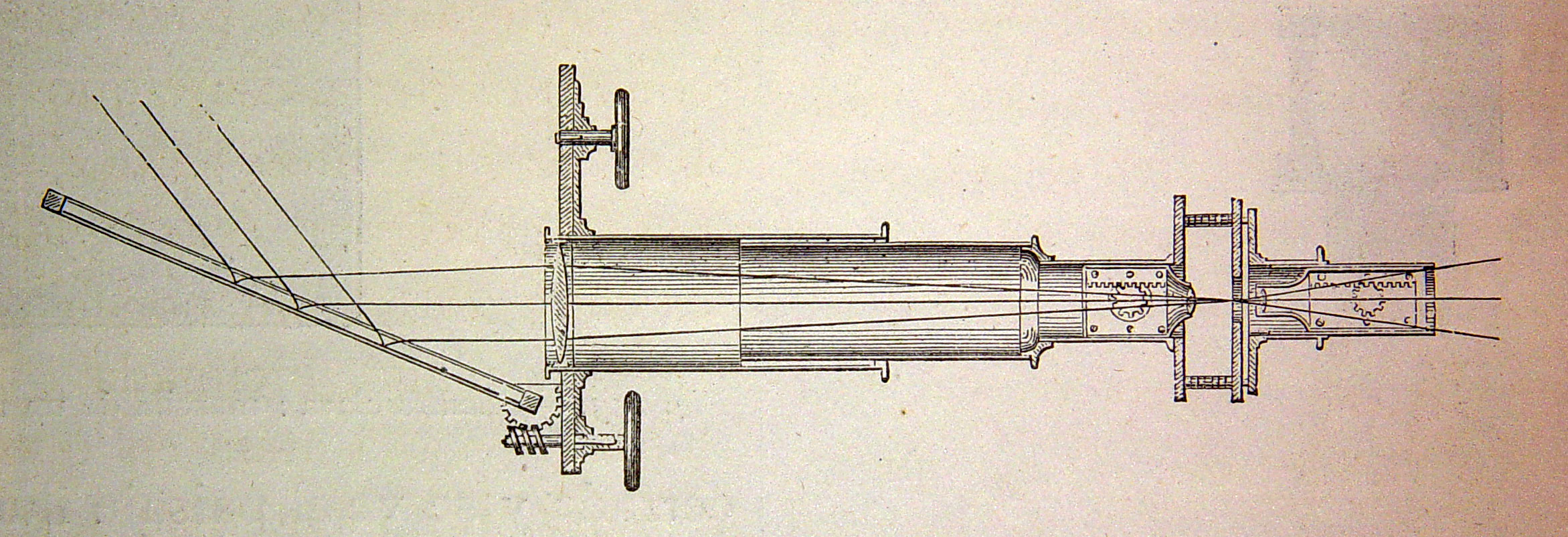
Strålgången i ett solmikroskop

Solmikroskop är ett optiskt instrument som kan visa små föremål starkt förstorat på en vit skärm. Föremålet blir belyst från sidan av en stark lampa (ursprungligen enbart av solljus, därav instrumentets namn), samtidigt som ett linssystem projicerar föremålet på en vit skärm.